# Haniel Langaro
Haniel Vinícius Inoue Langaro (født 7. marts 1995) er en brasiliansk professionel håndboldspiller for FC Barcelona og det brasilianske håndboldhold.
Han deltog ved sommer-OL 2016 i Rio de Janeiro, i mændenes håndboldturnering..